# Слободан Чашуле
Слободан Чашуле (мак. Слободан Чашуле; 27 вересня 1945 — 18 грудня 2015) — македонський державний діяч, дипломат, журналіст.

## Біографія
Народився 27 вересня 1945 року в місті Скоп'є. У 1972 закінчив Папський католицький університет в Лімі (Перу), гуманітарний факультет. Володіє англійською, іспанською, італійською, французькою мовами.
З 1965 по 1967 — журналіст і перекладач телебачення в Скоп'є.
З 1967 по 1974 — кореспондент телебачення Скоп'є в Чилі і Перу.
З 1974 по 1980 — кореспондент інформаційного агентства ТАНЮГ в країнах Латинської Америки і Карибського басейну.
З 1980 по 1990 — головний редактор ТАНЮГ в Македонії.
З 1990 по 1994 — директор і головний редактор македонського радіо.
З 1994 по 1999 — редактор коментаторів македонського радіо.
У 1999 — Генеральний директор «Нова Македонія» — Скоп'є.
З 2000 — радник уряду Республіки Македонії з зовнішньої політики.
З 2001 по 2002 — міністр закордонних справ Македонії в уряді Любчо Георгієвського.
З 2002 — депутат парламенту Республіки Македонії, голова комітету у закордонних справах.